# Алтайское проявление нефти и газа
Алтайское проявление нефти и газа (Алтайская площадь) — расположено в Алтайском районе Хакасии, в 5 км к С.-З. от с. Лукьяновка, в 30 км к Ю. от г. Абакана. Геологоразведочные работы проводились в 1948-1963. 
Приурочено к куполовидной антиклинальной складке длиной 15 км при ширине в сводовой части 8 км, с амплитудой порядка 150 м. В пределах структуры пробурено 12 глубоких разведочных скважин глубиной от 2100 до 3790 м. Незначительные нефтегазопроявления (притоки нефти в скважинах составили от 2 л до З тонн) отмечены в 5 скважинах из девонских отложений. Нефть малосернистая, бедная асфальто-смолистыми компонентами и циклическими углеводородами, высокопарафинистая. Газ метановый и азотно-метановый. Ориентировочные прогнозные ресурсы нефти на данной стадии изученности оцениваются в 1,1 млн т.